# Керфурн
Керфурн (фр. Kerfourn) насеље је и општина у Француској у региону Бретања, у департману Морбијан.
По подацима из 2011. године у општини је живело 836 становника, а густина насељености је износила 42,96 становника/km².

## Демографија
| 1962. | 1968. | 1975. | 1982. | 1990. | 2011. |
| ----- | ----- | ----- | ----- | ----- | ----- |
| 769   | 765   | 713   | 731   | 773   | 836   |